# Swami Shraddhânanda Giri
Pour les articles homonymes, voir Giri (homonymie).
Swâmi Shraddhânanda Giri, né à Calcutta le 10 août 1928 et mort le 5 octobre 2006 à Paris est un philosophe Hindou.

## Biographie
Après avoir enseigné le sanskrit en Inde, il est initié au Kriya Yoga par Swami Atmananda Giri. Il devient membre et délégué du monastère vedantique Bholananda Sannyasi Sangha d'Hardwar où il est ordonné Swami.
Il enseigne en France de 1969 à 1971 à l'École Pratique des Hautes Études. Il fonde à Paris l'association Bholananda Vedanta Sangha.
Il est connu pour avoir commenté à la lumière du Vedānta les textes évangéliques chrétiens.